# Tsimafei Zhukouski
Tsimafei Zhukouski (* 18. Dezember 1989 in Minsk) ist ein kroatischer Volleyballspieler belarussischer Herkunft.

## Karriere
Zhukouski begann seine Karriere 2006 bei HAOK Mladost Zagreb. 2007 gewann der Zuspieler mit dem Verein die kroatische Meisterschaft. Ein Jahr später gelang Zagreb das nationale Double aus Meisterschaft und Pokal. 2009 und 2010 folgten eine weitere Meisterschaft und ein Pokalsieg. Anschließend wechselte Zhukouski in die italienische Liga zu Umbria Volley. In der Saison 2011/12 spielte er für den Ligakonkurrenten Gabeca Volley Monza. Danach ging er zu CMC Ravenna. 2013 erreichte der gebürtige Belarusse mit der kroatischen Nationalmannschaft das Finale der Europaliga, das die Kroaten gegen Belgien verloren. Anschließend wurde der Zuspieler vom deutschen Bundesligisten Generali Haching verpflichtet. Nach dem Rückzug der Hachinger ging Zhukouski wieder nach Italien zu Pallavolo Molfetta. 2015 wechselte Zhukouski in die Bundesliga zu den Berlin Recycling Volleys, mit denen er 2016 Deutscher Meister wurde und den DVV-Pokal sowie den CEV-Pokal gewann. 2017 wurde er erneut Deutscher Meister und wechselte anschließend nach Italien zu Cucine Lube Civitanova.